# 1394
Cette page concerne l'année 1394  du calendrier julien.   Pour l'interface informatique IEEE 1394, voir FireWire.
L'année 1394 est une année commune qui commence un jeudi.

## Événements
- 22 janvier, Inde : début du règne de Houmayoun (fin le 8 mars 1395), sultan de Delhi[1].
- Mai, Inde[2] : Malik Sarwar (Khwaja Jahan) quitte Delhi pour Jawnpur où il fonde un sultanat indépendant et la dynastie des Sharqi (fin en 1479).
- 6 juin : mort d'Abul-Abbas[3]. Début du règne de Abu Faris, émir hafside de Tunis (fin en 1434).
- 25 octobre : la ville de Hanyang (Séoul), rebaptisée Hanseong le 6 juin 1395, devient la capitale de la Corée[4].
- 17 décembre[5], Japon : le shogun Yoshimitsu Ashikaga se retire et son fils Yoshimochi devient le quatrième shogun Ashikaga[6].

- Début du règne de Omar, roi (maï) du Bornou (fin en 1398). Il abandonne le Kanem aux tribus boulala et transfère sa capitale de Njimi à l’ouest du lac Tchad, à Kagha, au Bornou[7].

### Europe
- 4 février : fondation du Gymnasium Haganum à La Haye.
- 8 mai : l'empereur Venceslas est fait prisonnier par les nobles de Bohême ligués au sein de l'Union seigneuriale. Son cousin Jobst de Moravie assure la régence jusqu'à sa libération le 2 août[8].
- 24 mai : le doge de Gênes Antonio Montaldo (it) abdique et est remplacé par Nicolò Zoagli (it) (fin le 17 août)[9].
- 6 juin : pour résoudre le Grand Schisme d'Occident, l’université de Paris préconise l’abdication des deux papes (via cessionis)[10].
- Été : début du premier siège de Constantinople par les Ottomans (1394-1402). Bayezid se présente au début de l'été devant Constantinople avec une vaste armée. Il se heurte aux puissantes murailles de la ville, et organise un blocus systématique par terre et par mer[11]
- 17 août : le doge de Gênes Nicolò Zoagli (it) abdique et est remplacé par Antonio Guarco (it) (fin le 3 septembre)[9].
- 27 août : le sénat de Venise refuse la résidence dans la ville aux Juifs des îles marchandes[12].
- 16 septembre : mort de l'antipape Clément VII.
- 17 septembre : les Juifs sont expulsés définitivement de France sur ordre de Charles VI[13].
- 25 septembre : le duché d'Athènes passe aux mains des Vénitiens à la mort de Nerio Ier Acciaiuoli[14].
- 28 septembre : début du pontificat du pape d'Avignon Benoît XIII (jusqu'en 1423)[15].
- 2 octobre : les troupes de Richard II d'Angleterre débarquent à Waterford[16]. Richard II entreprend une expédition victorieuse en Irlande (fin en 1395). Guerre contre Art Mac Murrough, roi de Leinster.
- 10 octobre : victoire de Mircea Ier l'Ancien sur les Ottomans à Rovine[17].
  - Le sultan ottoman Bayézid Ier envahit la Valachie et impose comme prince Vlad Ier l'Usurpateur (fin en 1397). Malgré son succès à Rovine, Mircea doit se réfugier en Transylvanie[18].
  - Le pape Boniface IX lance un appel à la croisade contre les turcs par plusieurs bulles durant l'été et l'automne[19].
- 1er novembre[9] : Antoine Montalto est élu doge de Gênes pour la quatrième fois (fin en 1396).